# Joan Poll Puig
Joan Poll Puig   (Sant Just Desvern, 17 de març de 1927 - Sant Just Desvern, 13 de juny de 2001) fou un esquiador català, que va competir entre les dècades de 1940 i 1960.
S'inicià en l'esquí amb quinze anys, quan passà uns mesos de convalescència a la vall de Núria de resultes d'una operació d'apendicitis. Va prendre part en els Jocs Olímpics d'Hivern de 1948 i 1952 i fou seleccionat per disputar els de 1956 i 1960, però una greu malaltia del pare i les ocupacions particulars li impediren de participar-hi. Guanyà els Campionats de Catalunya de 1947, 1953, 1960, 1961 i 1962 i els d'Espanya de 1947, 1958 i 1960. Durant la dècada de 1970 encara disputava els Campionats d'Espanya de Veterans.
Va ser entrenador del Club Alpí Núria, del Centre Excursionista de Terrassa i de la Unió Excursionista de Sabadell.
Junt als seus germans Jacint i Jordi fabricà una marca d’esquís que duien el seu nom, en una fàbrica situada al carrer Major de Sant Just Desvern. L'empresa arribà a tenir 18 treballadors i arribà a produir uns 2.000 parells d'esquís a l'any. Amb l'arribada dels models de fibres sintètiques i la instal·lació de l'empresa francesa Rossignol a Artés l'empresa acabà tancant el 1975.